# Альберто Хуанторена
Альберто Хуанторена  (ісп. Alberto Juantorena, 21 листопада 1950) — кубинський легкоатлет, олімпійський чемпіон.

## Виступи на Олімпіадах
| Олімпіада     | Дисципліна              | Місце     |
| ------------- | ----------------------- | --------- |
| Мюнхен 1972   | біг на 400 метрів       | 5 h2 r3/4 |
| Монреаль 1976 | біг на 400 метрів       | 1         |
| Монреаль 1976 | біг на 800 метрів       | 1         |
| Монреаль 1976 | естафета 4 x 400 метрів | 7         |
| Москва 1980   | біг на 400 метрів       | 4         |